# Vader (band)

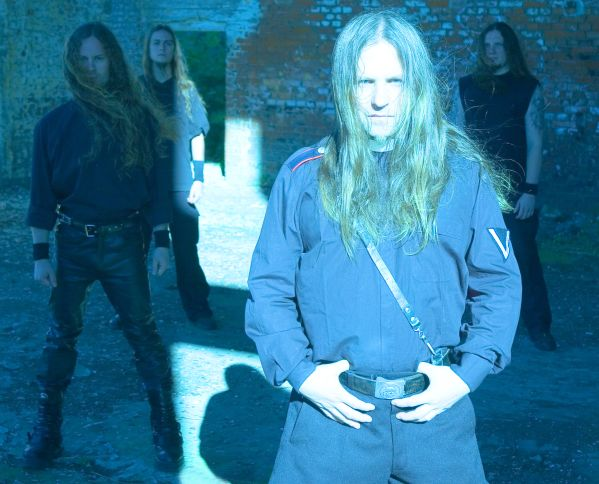
Vader

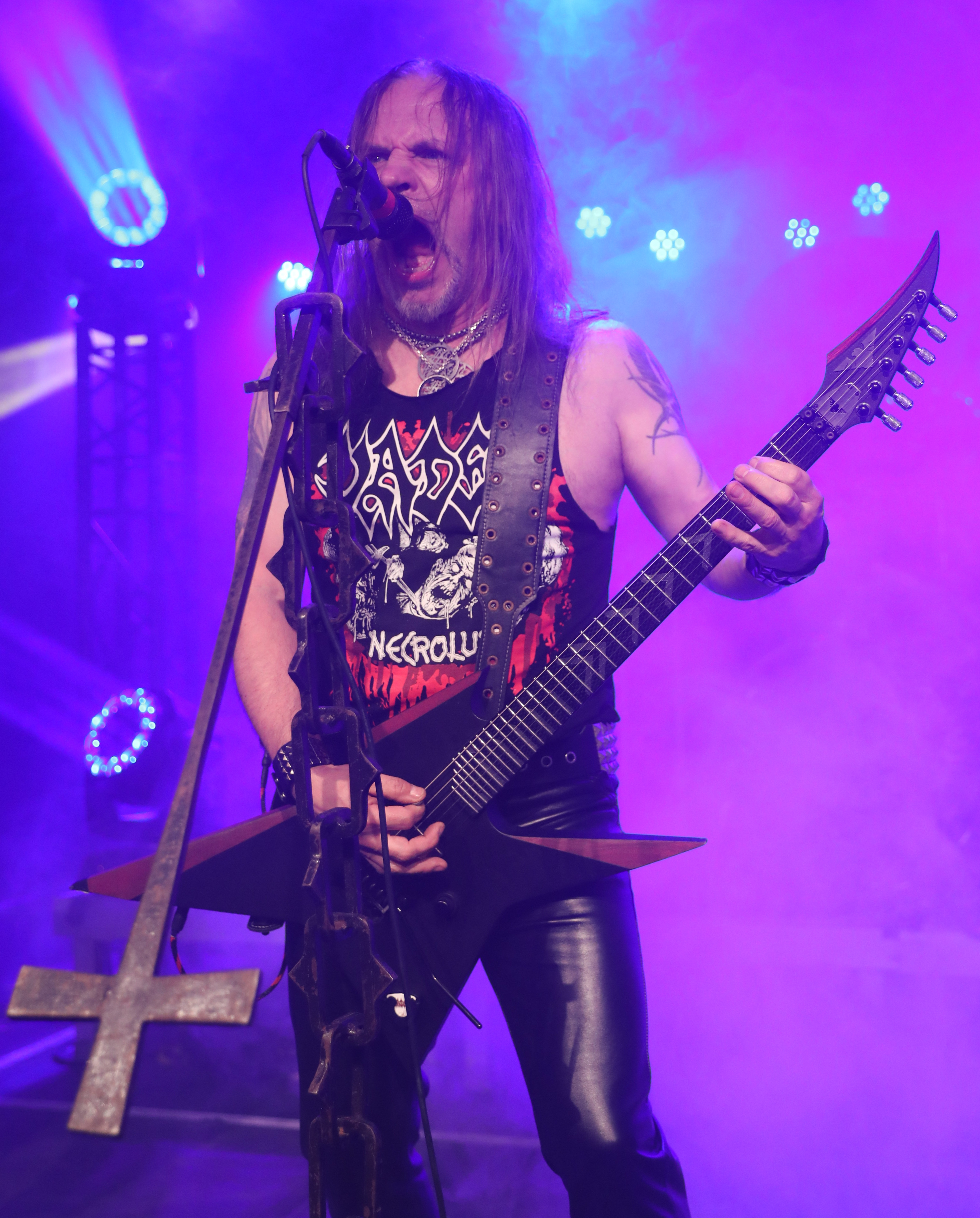
Piotr Wiwczarek, 2023

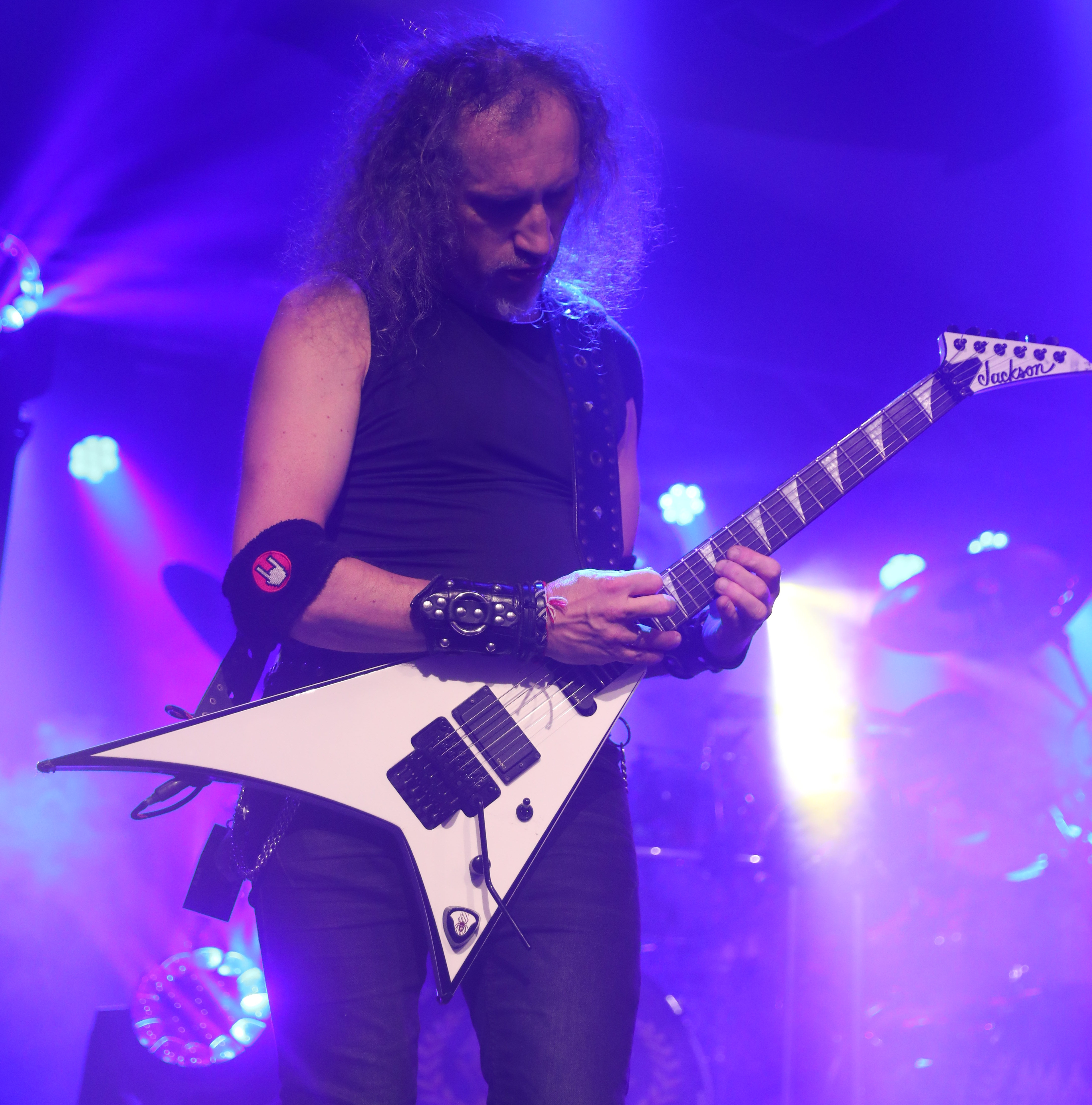
Marek Pająk, 2023

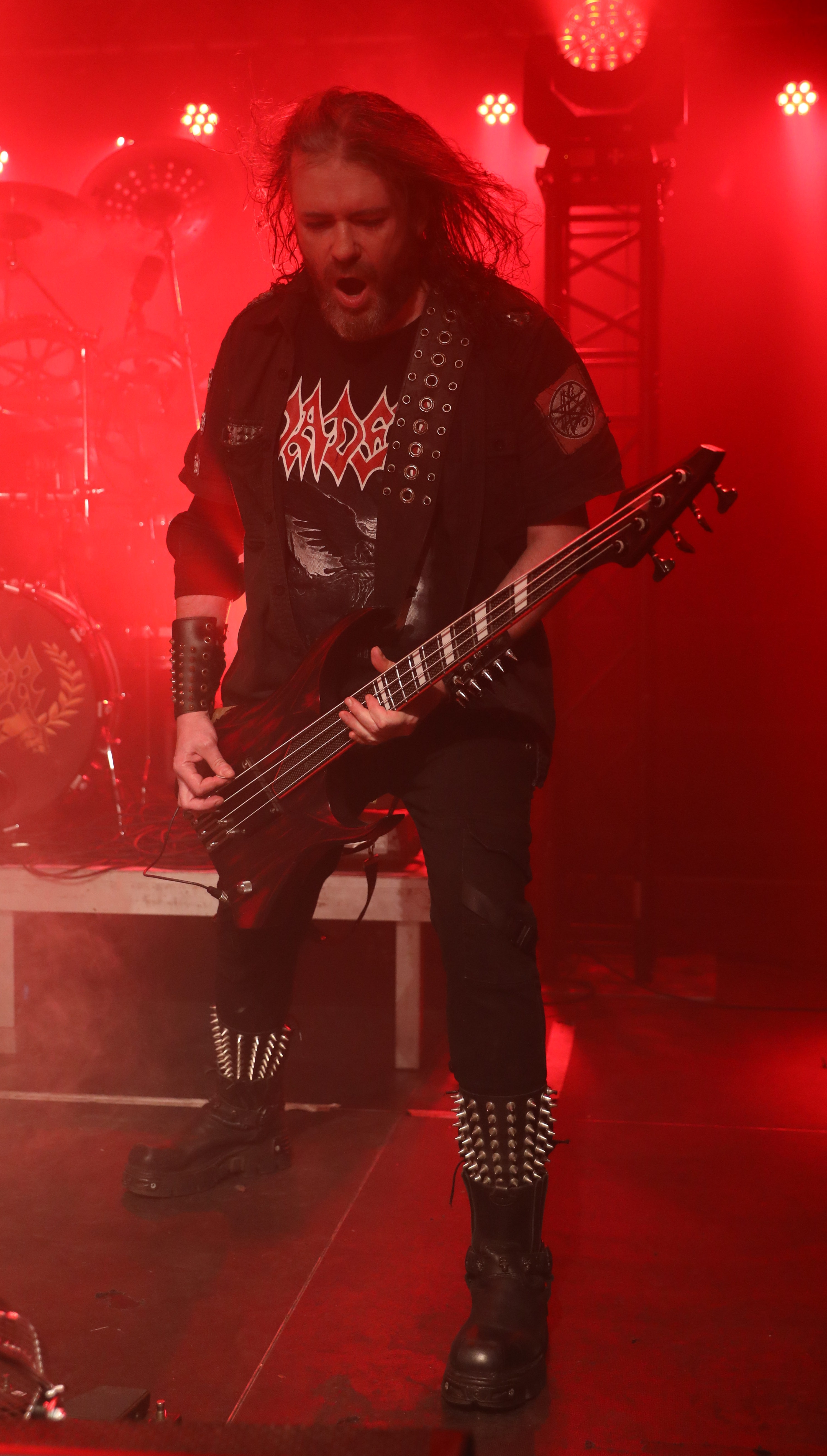
Tomasz Halicki, 2023

Vader is een deathmetalband uit Polen, opgericht in 1983 door Piotr Wiwczarek en Krzysztof Raczkowski. De muziek wordt gekarakteriseerd door ruig gitaarwerk en een snelle drummer.
Vader was de eerste band uit het voormalige Oostblok die een platencontract kreeg bij een westers label (Metal Blade Records).
Het laatste album laat meer thrashmetalinvloeden van (vooral) Slayer horen.

## Bandleden
- Piotr Wiwczarek (Peter) - Gitaar, zang
- Maurycy "Mauser" Stefanowicz
- Marek Paj¹k (Spider) - Gitaar
- Tomasz Rejek (Reyesh) - Basgitaar
- James Stewart - Drums

### Voormalige bandleden
- Jarosław Łabieniec (China) - Gitaar
- Konrad Karchut (Simon) - Basgitaar
- Leszek Rakowski (Shambo) - Basgitaar
- Jacek Kalisz (Jackie) - Basgitaar
- Zbigniew Wróblewski (Vika) - Gitaar
- Krzysztof Raczkowski (Doc) - Drums (overleden 20 augustus 2005)
- Maurycy Stefanowicz (Mauser) - Gitaar
- Dariusz Brzozowski (Daray) - Drums
- Marcin Nowak (Novy) - Basgitaar
- Pawel Jaroszewicz (Paul) - Drums

## Discografie

### Cd's
- Solitude In Madness (2020)
- The Empire (2016)
- Tibi et Igni (2014)
- Welcome To The Morbid Reich (2011)
- Necropolis (2009)
- XXV (25-Anniversary Compilation) (2008)
- Lead Us EP(2008)
- Impressions In Blood (2006)
- The Art of War EP (2005)
- The Beast (2004)
- Blood (2003)
- Revelations (2002)
- Reign Forever World (2001)
- Litany (2000)
- Live in Japan (1998)
- Kingdom (1998)
- Black To The Blind (1997)
- Reborn In Chaos (1997)
- Future Of The Past (1996)
- De Profundis (1995)
- Sothis (1994)
- The Darkest Age - Live 93 (1993)
- The Ultimate Incantation (1993)
- Morbid Reich (1990)
- Necrolust (1989)

### Dvd's
- And Blood was Shed in Warsaw (2007)
- Night of the Apocalypse (2004)
- More Vision and the Voice (2002)